# 丽江铁苋菜
丽江铁苋菜（学名：Acalypha schneideriana）为大戟科铁苋菜属下的一个种。